# Ritorno a Warbow
Ritorno a Warbow (Return to Warbow) è un film del 1958 diretto da Ray Nazarro.
È un western statunitense con Philip Carey, Catherine McLeod e Andrew Duggan. È basato sul romanzo del 1955 Return to Warbow di Les Savage Jr..

## Produzione
Il film, diretto da Ray Nazarro su una sceneggiatura e un soggetto di Les Savage Jr., fu prodotto da Wallace MacDonald per la Columbia Pictures e girato in  California nel ranch di Corriganville a Simi Valley e nell'Iverson Ranch a Chatsworth, Los Angeles, dal 22 luglio al 2 agosto 1957.

## Distribuzione
Il film fu distribuito con il titolo Return to Warbow negli Stati Uniti nel gennaio 1958 al cinema dalla Columbia Pictures.
Altre distribuzioni:
- in Svezia l'8 settembre 1958 (Fångarnas gisslan)
- in Grecia (Dipsasmenoi gia ekdikisi)
- in Italia (Ritorno a Warbow)